# NGC 6837
NGC 6837 ist ein offener Sternhaufen im Sternbild Aquila. 
Entdeckt wurde das Objekt am 4. September 1784 von Wilhelm Herschel.